# Closing Time
Closing Time este albumul de debut al cantautorului american Tom Waits, lansat în martie 1973 prin Asylum Records. Produs și orchestrat de fostul membru al Lovin' Spoonful, Jerry Yester, Closing Time a fost primul dintr-o serie de șapte materiale lansate de Waits prin casa de discuri Asylum, ultimul fiind Heart Attack and Vine (1980).
La momentul lansării, albumul a avut un succes moderat în Statele Unite, deși nu a intrat în topuri și a primit puțină atenție în presa muzicală din Regatul Unit și din restul lumii. Albumul este notabil pentru influențele de folk și jazz. Din punct de vedere critic Closing Time a fost bine primit. De pe album a fost lansat doar un singur single "Ol' '55" care a atras atenția mai ales după ce trupa The Eagles, mult mai cunoscută atunci, a realizat un cover al piesei. Alte cântece de pe album au fost preluate de artiști ca Tim Buckley sau Bette Midler. Discul s-a vândut în sub 500 000 de copii în Statele Unite iar în timp a căpătat statutul de album cult în rândul fanilor. Albumul a fost reeditat de două ori de la lansarea inițială, în 1999 și în 2010.

## Tracklist
1. "Ol' '55" (3:5)
2. "I Hope That I Don't Fall in Love with You" (3:54)
3. "Virginia Avenue" (3:10)
4. "Old Shoes (& Picture Postcards)" (3:40)
5. "Midnight Lullaby" (3:26)
6. "Martha" (4:30)
7. "Rosie" (4:03)
8. "Lonely" (3:12)
9. "Ice Cream Man" (3:05)
10. "Little Trip to Heaven (On the Wings of Your Love)" (3:38)
11. "Grapefruit Moon" (4:50)
12. "Closing Time" (4:20)

- Toate cântecele au fost scrise de Tom Waits.

## Single
- "Ol' '55" (1973)